# Polonnaruva
Polonnaruva (szingaléz: පුලස්තිපුර vagy පොළොන්නරුව, tamil: பொலன்னறுவை) kisváros Srí Lankán, az Észak-Központi tartományban.
Pollonaruva 993-ban, Anuradhapura pusztulása után lett Srí Lanka (akkor Ceylon) fővárosa. Fővárossá válása előtt vidéki nyaralóhelyként szolgált.
Az ősi városrész az UNESCO kulturális világörökségének része.
A brahmanizmushoz köthető Csola-dinasztia kori építményein felül Polonnaruvában találjuk az I. Parakramabahu által a 12. században épített mesés kertek monumentális romjait is.
A város többek közt egyedi öntözési rendszeréről híres: nevezetességei közé tartozik a Parakrama-tó (Parakrama Samudra) Parakramabahu király által létrehozott mesterséges víztározója, amely több mint 2400 hektáros területet lát el. Az öntözési rendszer a rizstermesztés jó hozamát volt biztosítani a száraz évszakban is.
Említésre méltó a királyi fellegvár, amely Parakramabahu palotájának és közigazgatási központjának adott otthont. Az impozáns, aprólékos faragványokkal díszített építményt 1 méter vastag védőfalak veszik körül. A falakon kívül helyezkedett el a királyi fürdő, avagy a Lótusz-fürdő, amelynek kőből épült és lépcsősorokon megközelíthető épülete egy öltözködés céljaira szolgáló pavilonnal is kiegészült.
A buddhista szentély, a Gal Vihara nagy műgonddal kifaragott álló, fekvő és ülő (samadhi pózban) Buddha-szobrokat őriz, melyeket ugyanabból a gránittömbböl faragtak ki. A környék másik fontos szentélyét, Hatadagét a király építette a Szent Fog otthonának.

## Galéria

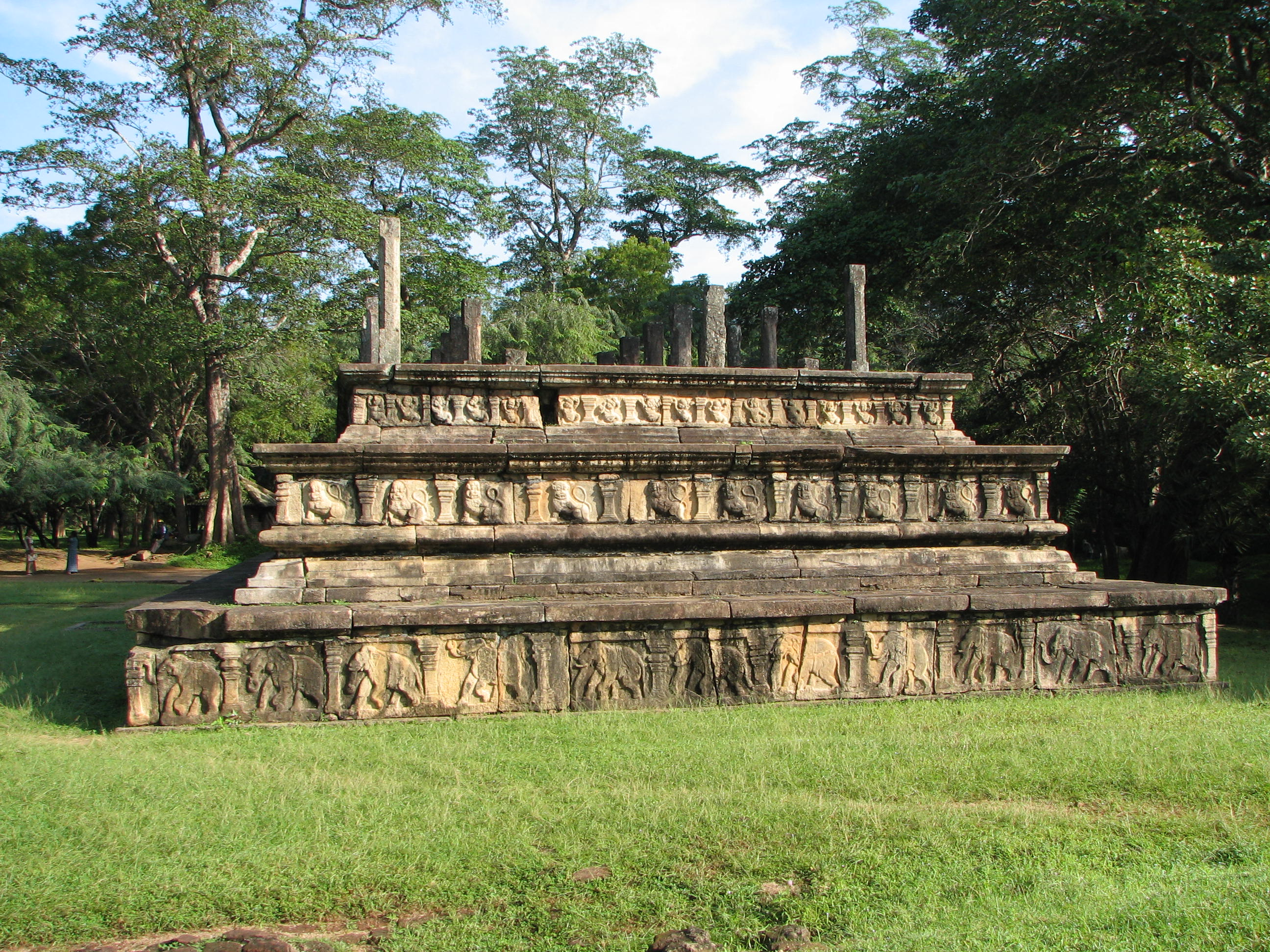
Council Chamber
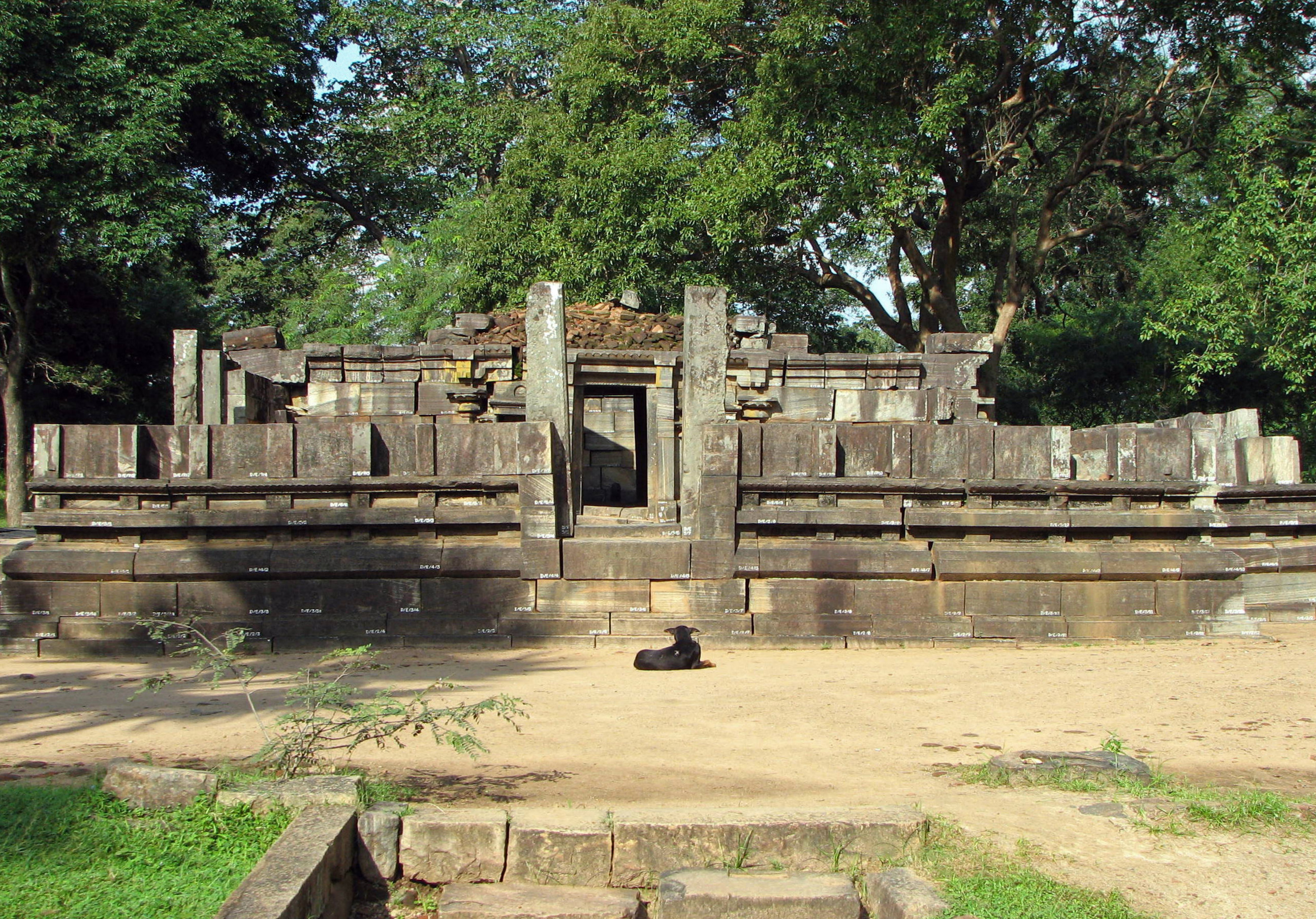
Shiva Dewalaya
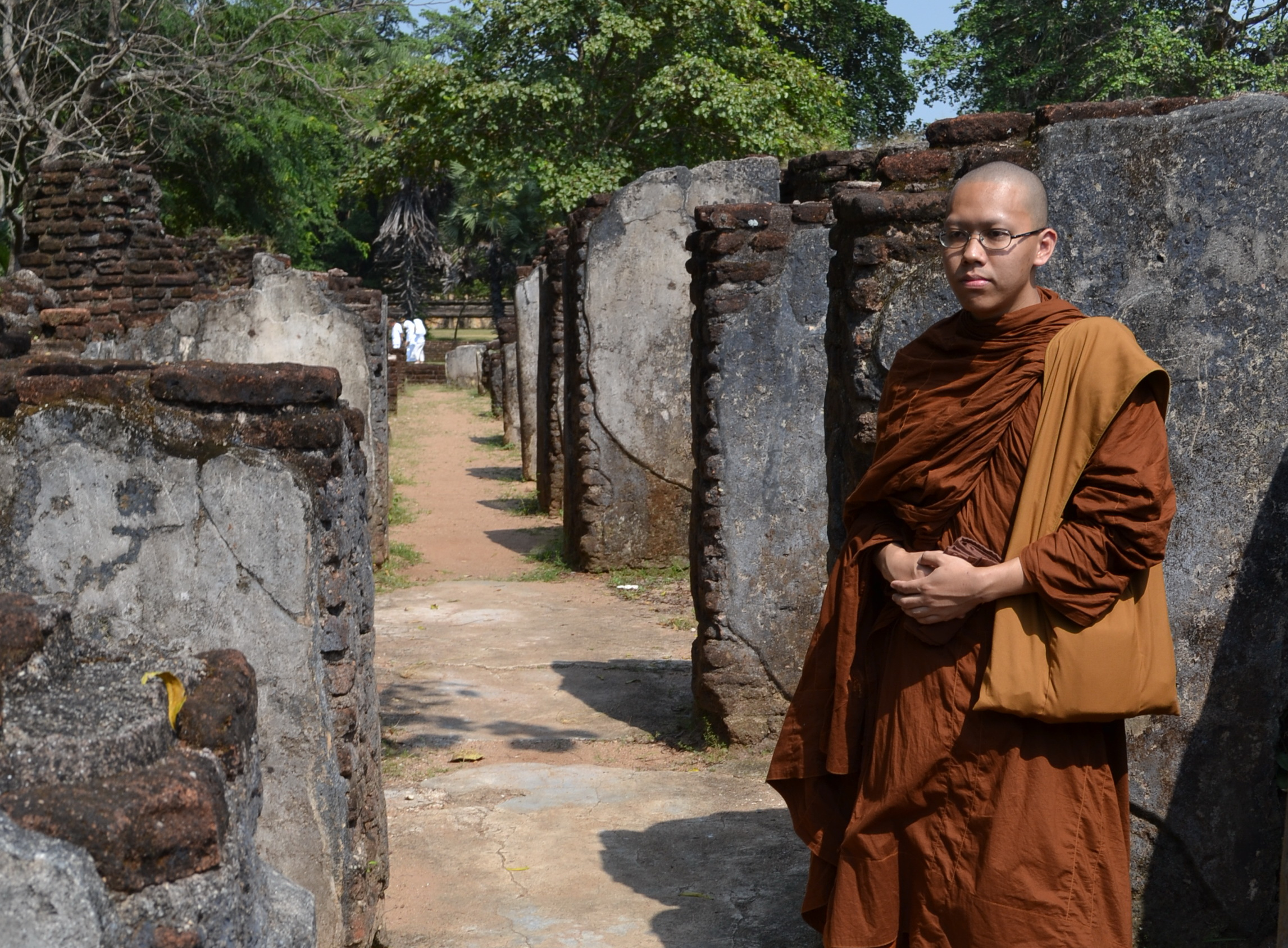
Romok egy buddhista szerzetessel
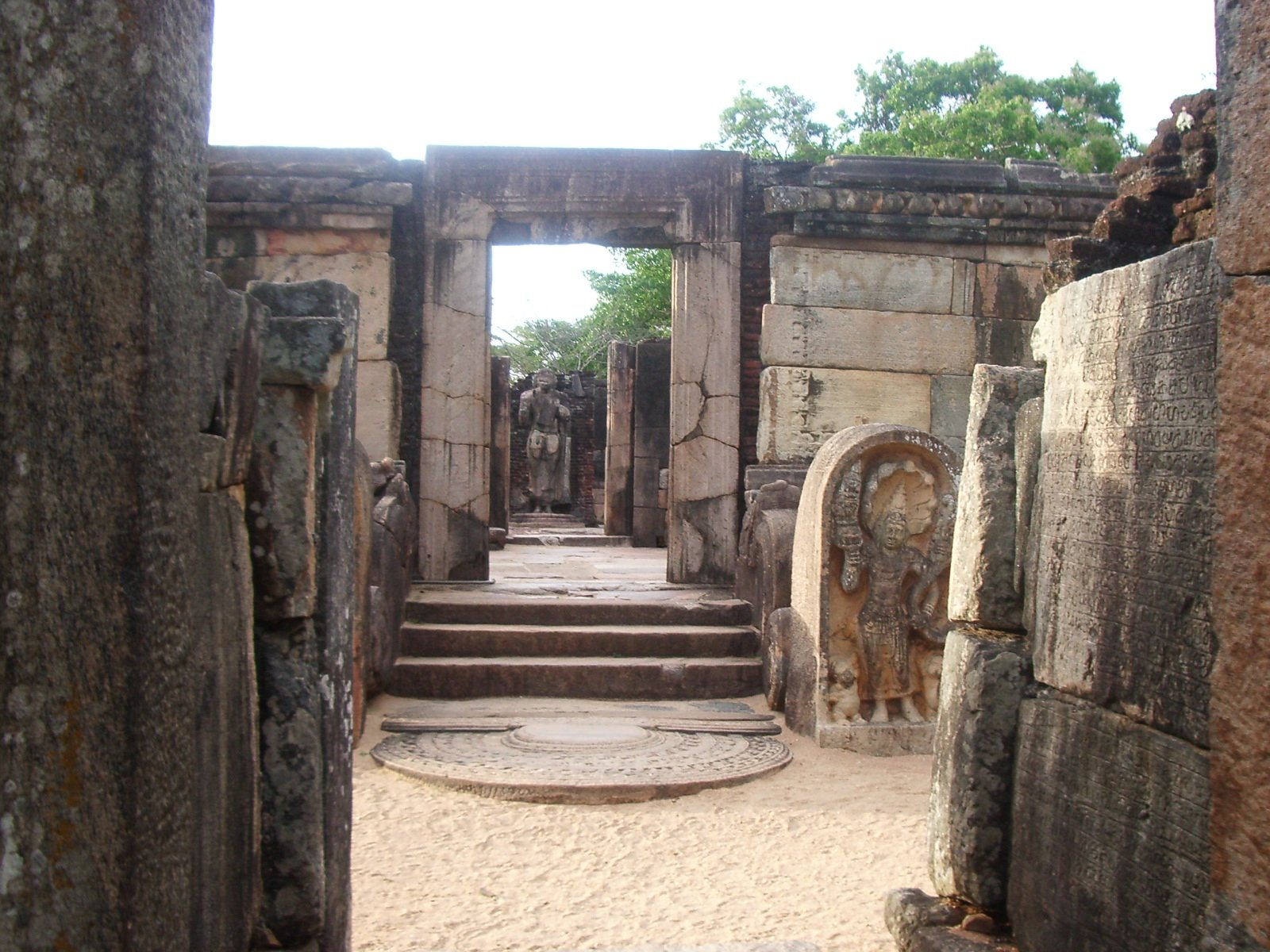
Hatadage
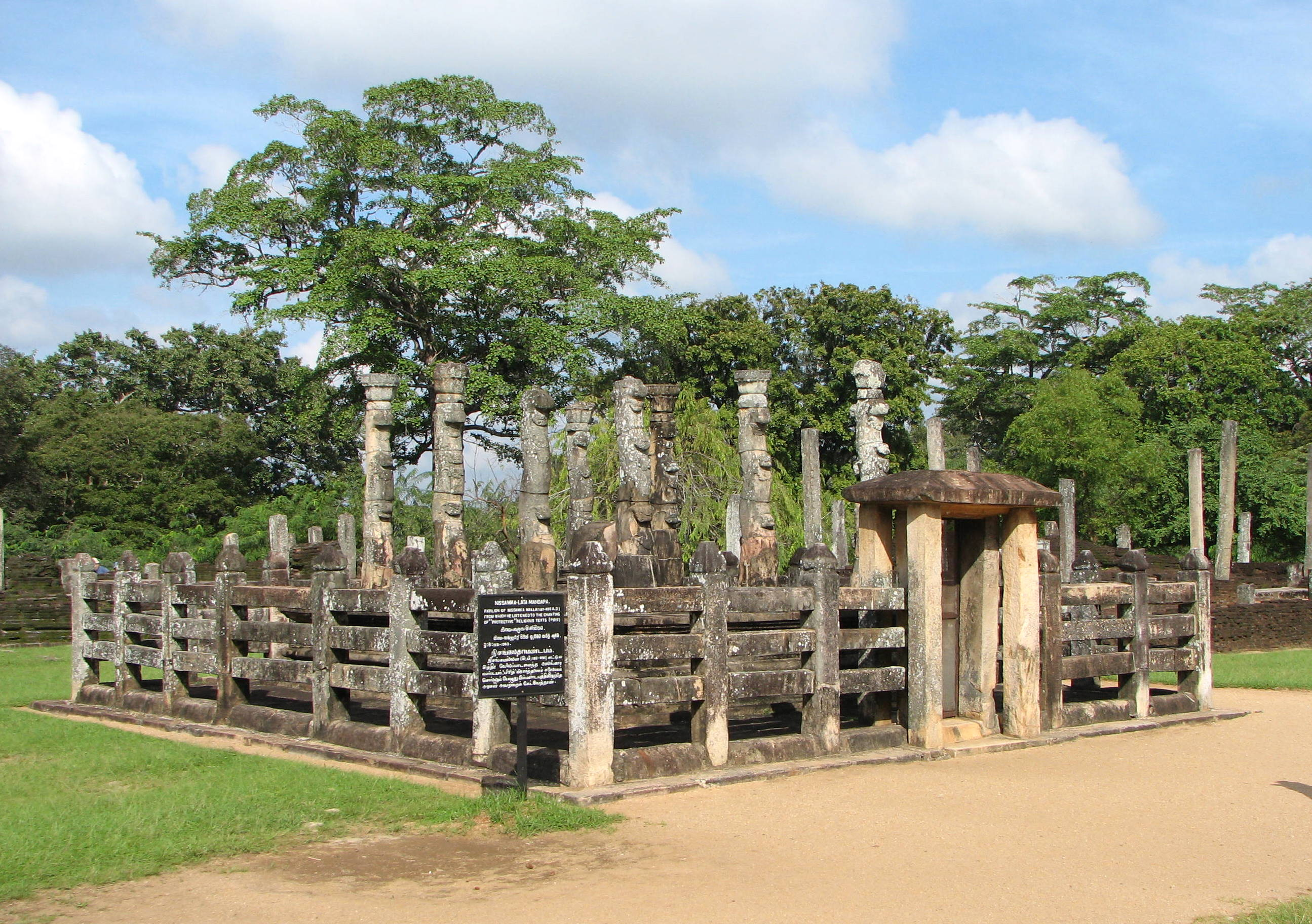
Nissanka Latha Mandapaya
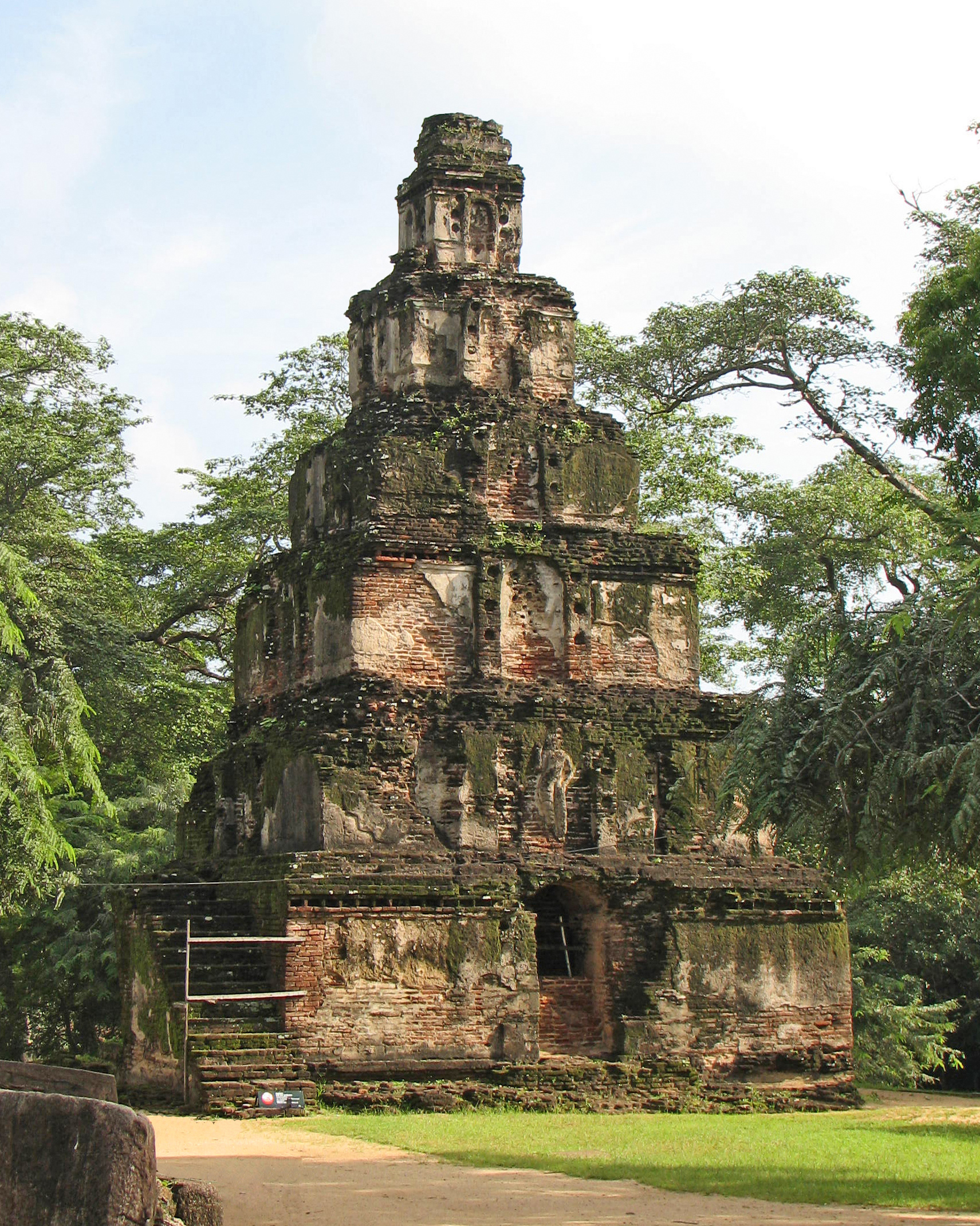
Satmahal Prasada
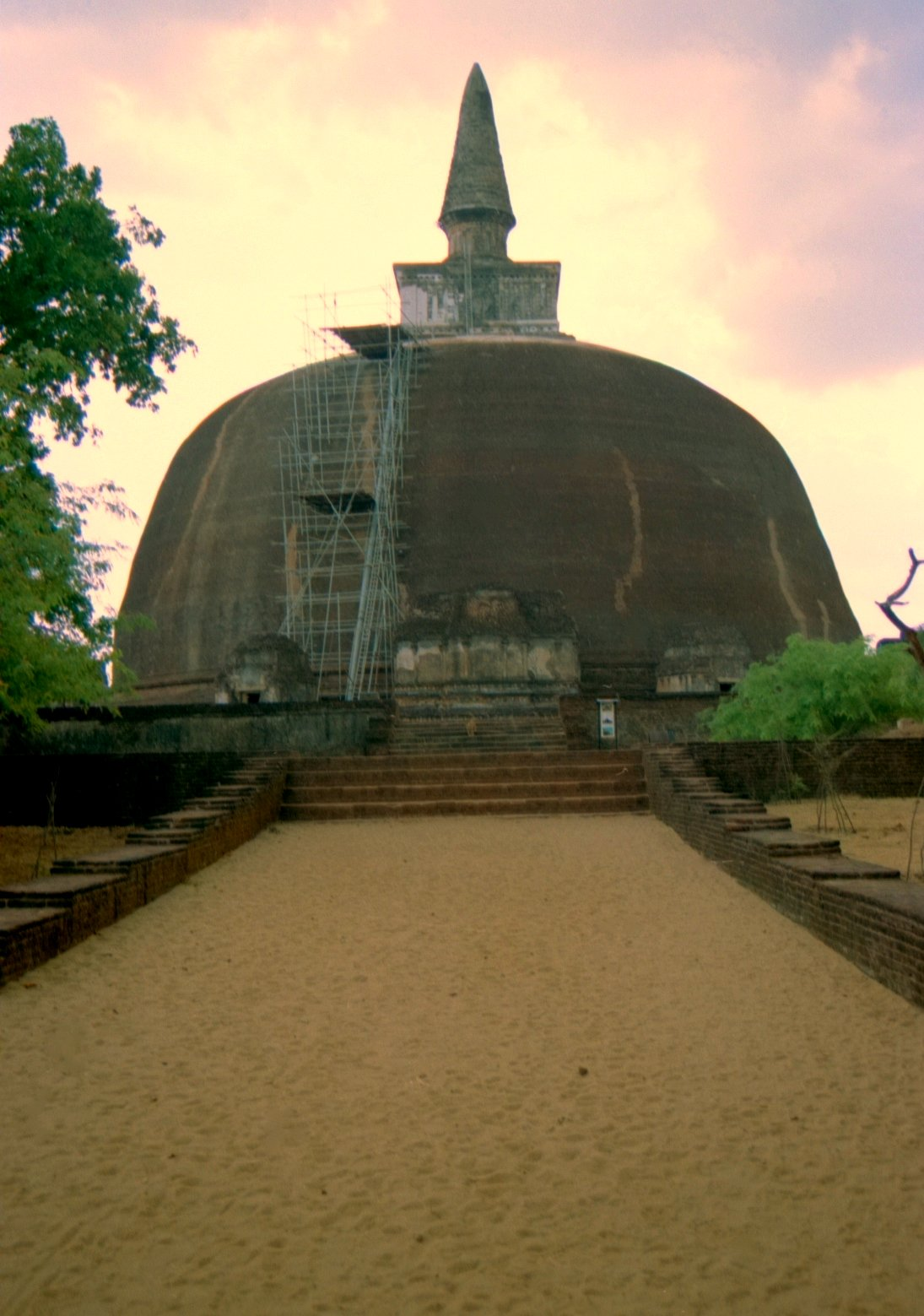
Rankoth Vihára
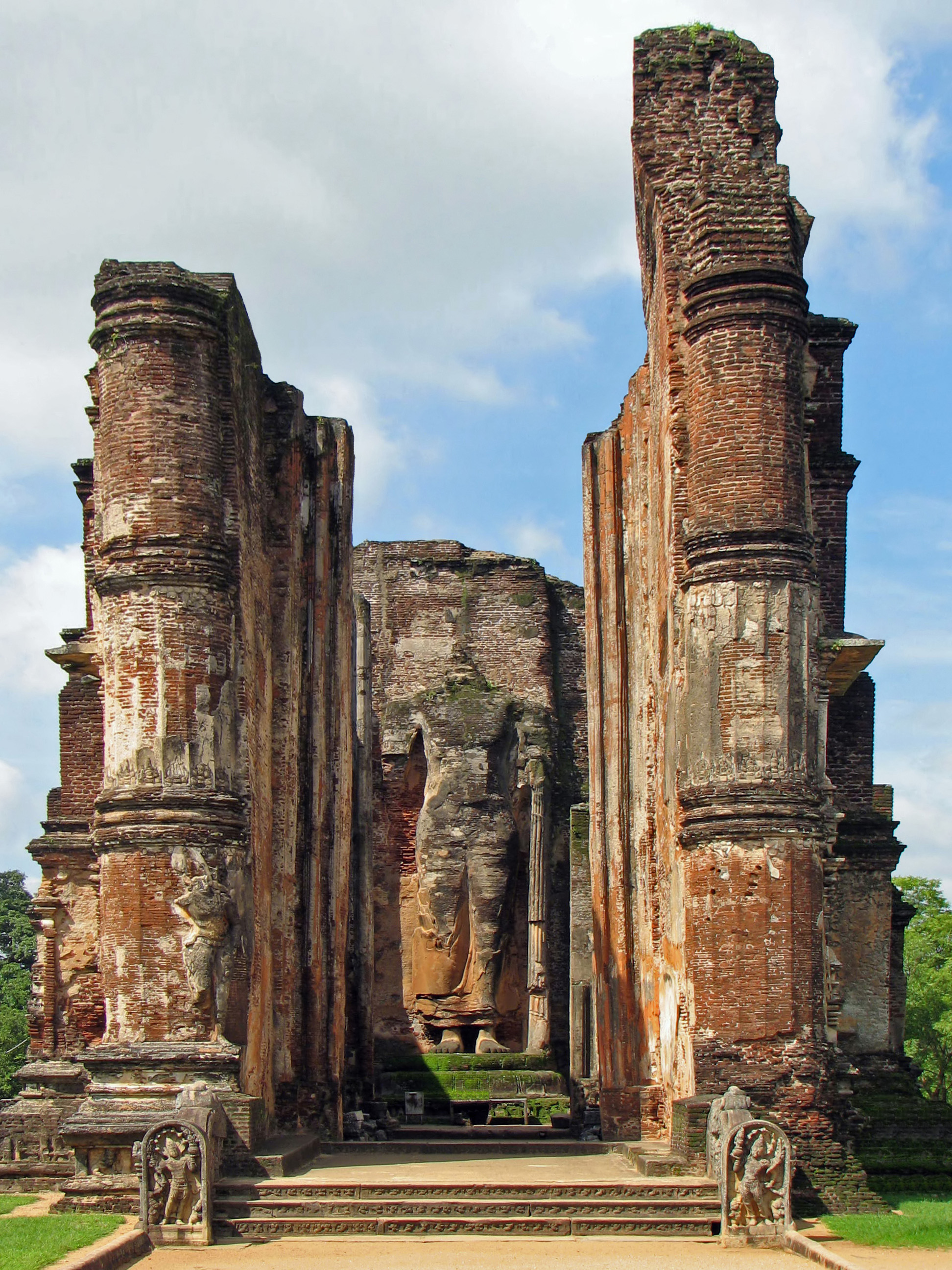
Lankatilaka-templom
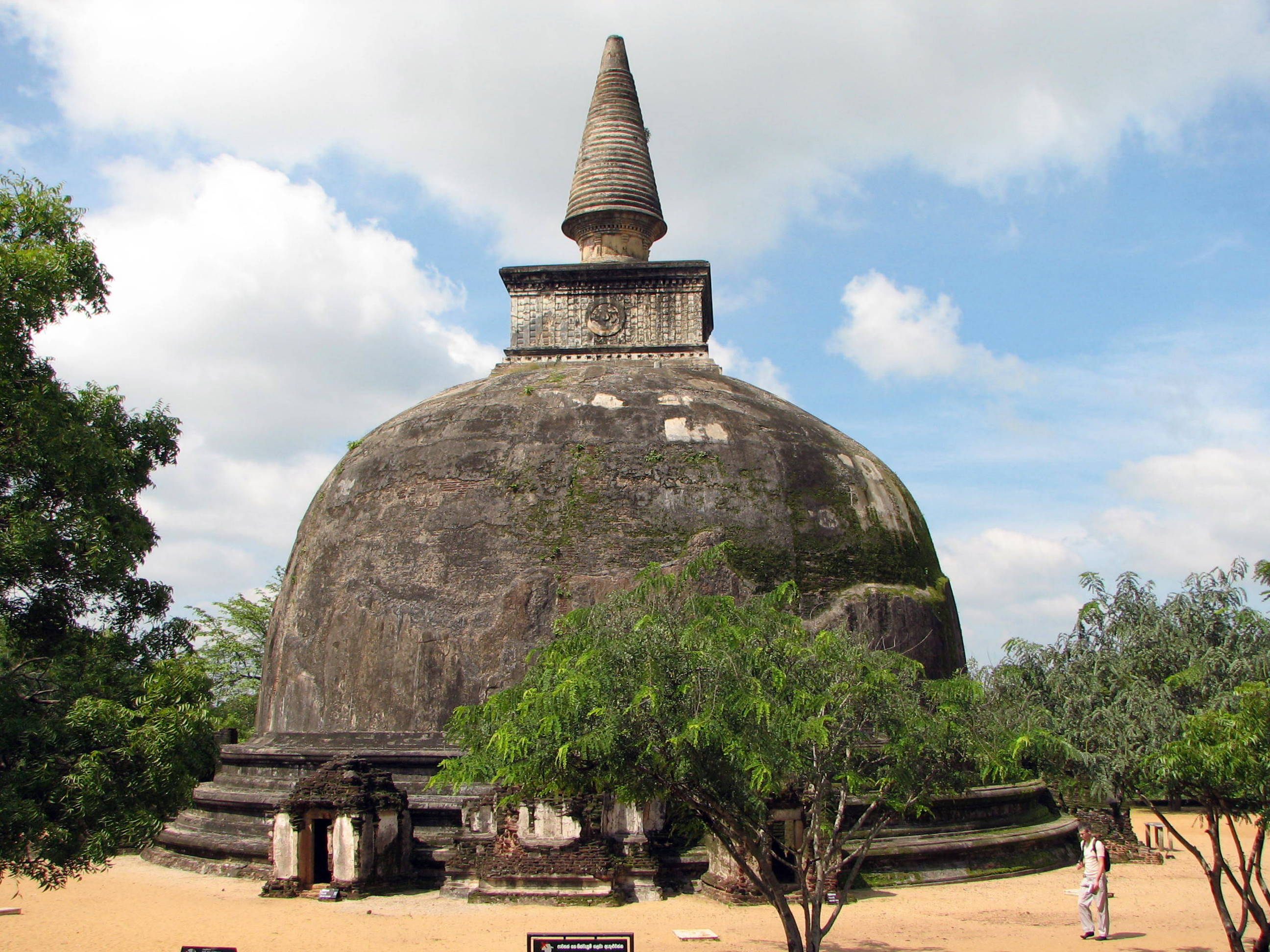
Kiri Vihára
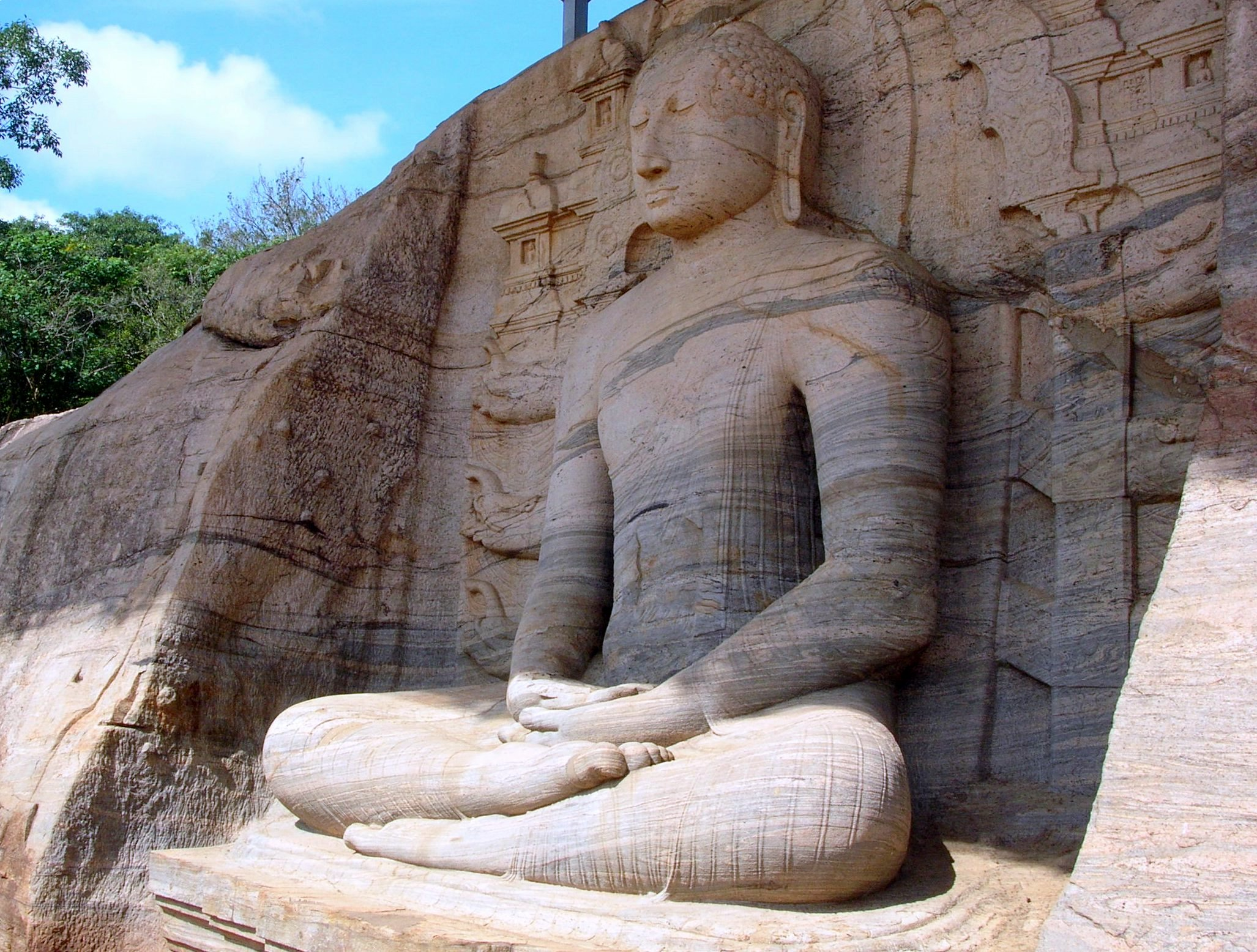
Buddha-ábrázolás a Gal Viháránál

## Fordítás
- Ez a szócikk részben vagy egészben  a   Polonnaruva című angol Wikipédia-szócikk fordításán alapul.  Az eredeti cikk szerkesztőit annak laptörténete sorolja fel. Ez a jelzés csupán a megfogalmazás eredetét és a szerzői jogokat jelzi, nem szolgál a cikkben szereplő információk forrásmegjelöléseként.